# Golići
Golići (cyr. Голићи) – wieś w Bośni i Hercegowinie, w Republice Serbskiej, w gminie Milići. W 2013 roku liczyła 41 mieszkańców.